# 科姆斯敦 (北卡羅萊納州)
科姆斯敦（英語：Combstown）是位於美國北卡羅萊納州薩里縣的非建制地區。

## 地理
科姆斯敦所處的海拔為高於海平面327米（即1073英呎），而該地所採用的時區為UTC-5，即北美东部时区（EST）。同時該地設有夏令時間，為UTC-5調快一小時，即UTC-4（EDT）。